# Großeledder

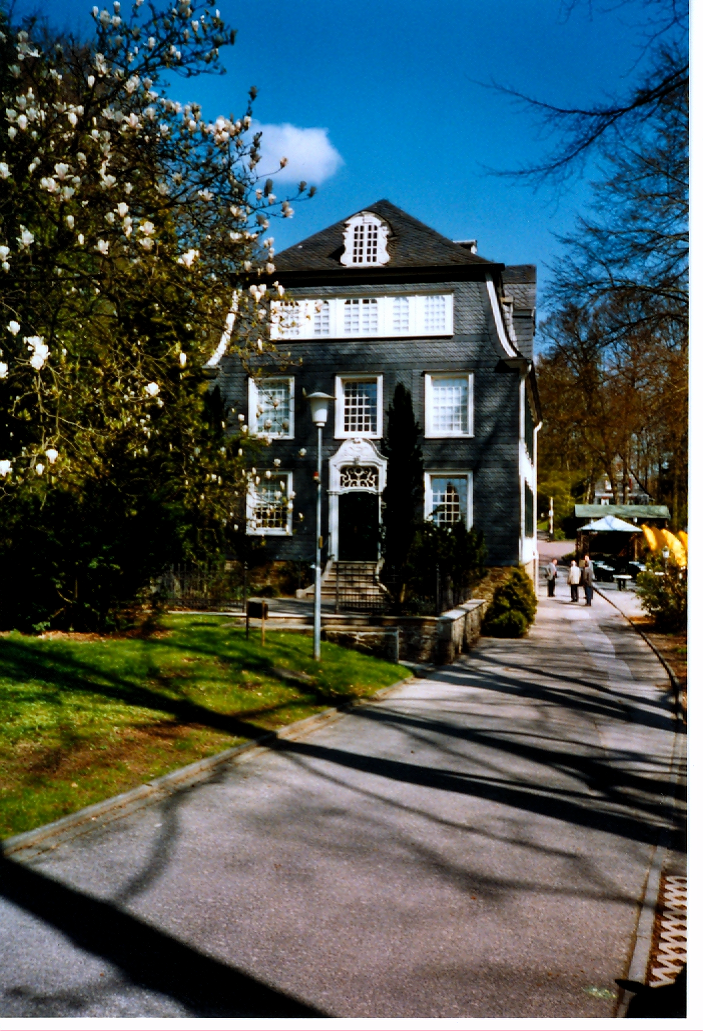
Herrenhaus Grosseledder von 1777

Großeledder ist ein Ort in der Stadt Wermelskirchen und liegt zwischen den Ortschaften Stumpf und Grunewald. Die Ortschaft ist über eine Landstraße angebunden, die den Stadtteil Dabringhausen mit der Stadt Hückeswagen verbindet. Eine Versorgung durch den öffentlichen Personennahverkehr ist mit der Buslinie 263 gewährleistet.
Bekannt ist Großeledder als Standort für ein international tätiges Seminar- und Freizeithotel. Vor allem die Bayer AG aus Leverkusen nutzt diese Räumlichkeiten für Tagungen und Meetings. Auf einer Postkarte aus dem Jahr 1962 wird auch das etwa 800 m nordöstlich gelegene Haus Böttingerheim, heute Böttingerhaus, genannt.
Auch ein Jugendgästehaus des Sportvereins TSV Bayer 04 Leverkusen befindet sich in Großeledder.

## Geschichte
In den Quellen wird Großeledder auch als Jusche oder Gauschen geschrieben.
Eine mögliche erste Erwähnung von Großeledder findet sich im Jahre 1336 als im Einnahmeregister des Kölner Stiftes St. Gereon ein „Johannes de Scala“ genannt wird. Das Wort „Scala“ ist lateinisch und heißt „Leiter“, in bergischer Mundart „Ledder“ genannt.
Im Jahre 1469 zahlt außerdem ein Wilhelm „Knechtgen zur Ledener“, also ein kleiner Knecht namens Wilhelm, eine Abgabe an den Herzog von Berg. Des Weiteren wird 1586 wird ein Marcus zur Grosseledder genannt. Im Jahre 1666 nimmt ein Hans Adolf zur Ledder an der Erbhuldigung in Ostringhausen teil. Der Hof Großeledder war jährlich zinspflichtig für 7,5 Pfund Wachs nach Schloß Burg. Der Hof Wüstenledder lieferte dorthin 1 Malter Hafer. Im Jahre 1692 pachtete Gridtgen zur Ledder eine Wiese bei Eichholz.

### Familie Platte

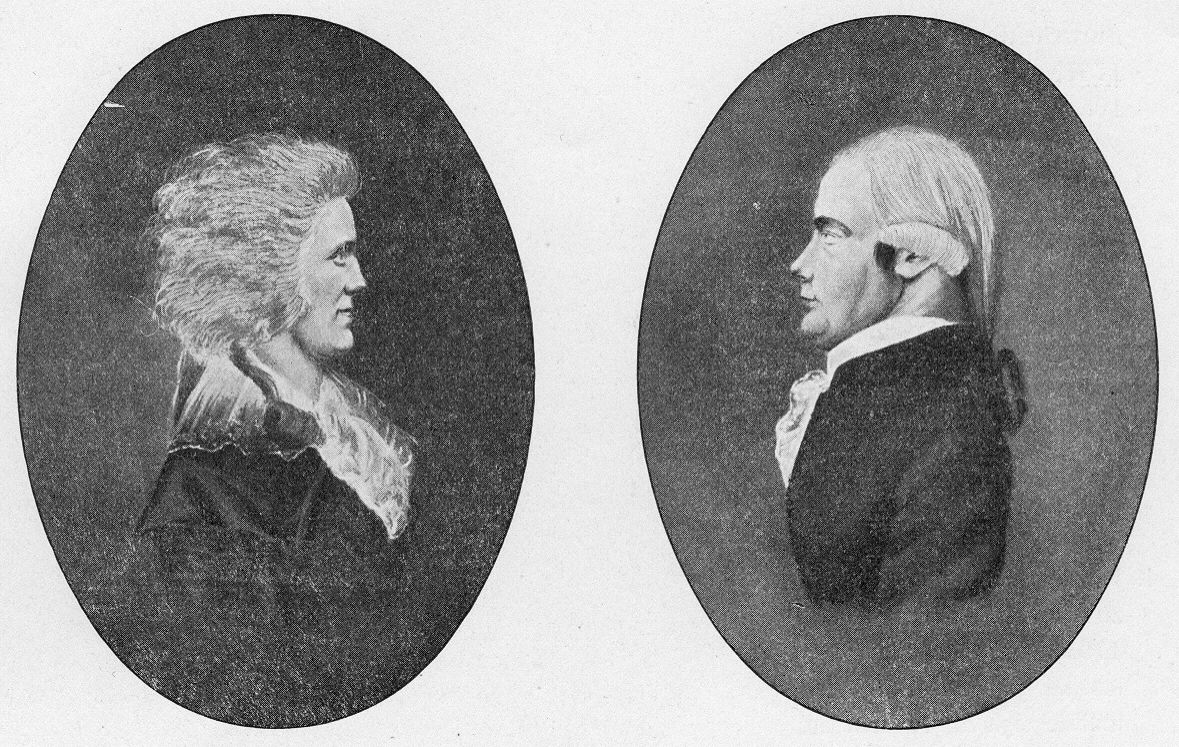
Eheleute Amalie Henriette Platte und Philipp Heinrich Pastor um 1807

Um die Mitte des 18. Jahrhunderts gründeten Mitglieder der Familien Platte und Halbach aus Lüttringhausen auf der Großenledder eine Florettband-Fabrikation. Sie soll in ihrer Blütezeit bis zu 1100 Menschen, hauptsächlich Frauen und Kinder, beschäftigt haben. Es handelte sich hierbei um Hausbandwirkereien, die im Verlagssystem produzierten. Das Florettband wurde aus Seidenabfällen, vermischt mit Baumwolle und Leinenzwirn hergestellt. Es zeichnete sich vor den reinseidenen Bändern durch Preiswürdigkeit aus, ein Umstand, der den Massenkonsum begünstigte.
Dieses und der äußerst gute Geschäftssinn des Peter Johann Platte ermöglichte es der Familie Platte, über mehrere Generationen ein großes Vermögen anzuhäufen, nicht zuletzt auch mit Geldverleih.
Peter Johann Platte war verheiratet mit der Anna Catharina Halbach; als er am 24. März 1807 verstarb, soll er ein Vermögen von weit über 200.000 Taler hinterlassen haben. Sein vorliegendes Testament weist 128.484 Taler aus. Seine Tochter heiratete den Tuch- und Nadelfabrikant Philipp Heinrich Pastor aus Aachen.